# 蒂姆·赫茨布鲁赫
蒂姆·赫茨布鲁赫（德語：Timm Herzbruch，1997年6月7日—），德国男子曲棍球运动员。他曾代表德国参加2016年和2020年夏季奥林匹克运动会曲棍球比赛，其中2016年奥运会获得一枚铜牌。